# 30 (電気グルーヴのアルバム)
『30』（サーティー）は、2019年1月23日にリリースされた電気グルーヴのスタジオ・アルバム。

## 解説
- 前作『TROPICAL LOVE』から約2年ぶりの発売。本作は結成30周年記念アルバムとなっている。新曲のほか、過去作のリメイクバージョンなどを含む全12曲収録[2]。
- 初回限定盤と通常盤の2形態で発売。

## 収録曲
| 全編曲: 電気グルーヴ。 |                                                                          |                      |                                                          |       |
| #                      | タイトル                                                                 | 作詞                 | 作曲                                                     | 時間  |
| 1.                     | 「電気グルーヴ10周年の歌 2019」(Denki Groove 10th Anniversary Song 2019) | 石野卓球             | 石野卓球                                                 | 4:32  |
| 2.                     | 「Shangri-La feat.Inga Humpe」                                           | 石野卓球・ピエール瀧 | 電気グルーヴ・Silvetti Bebu                              | 4:00  |
| 3.                     | 「いちご娘はひとりっ子」(Ichigo Musume wa Hitorikko)                     | 石野卓球             | 石野卓球                                                 | 4:08  |
| 4.                     | 「Flight to Shang-Hai（It's a such a super flight）」                    | 石野卓球             | 石野卓球                                                 | 4:36  |
| 5.                     | 「Slow Motion（30th Mix）」                                              | 石野卓球・ピエール瀧 | 石野卓球                                                 | 5:18  |
| 6.                     | 「電気グルーヴ30周年の唄」(Denki Groove 30th Anniversary Song)           | 石野卓球             | 石野卓球                                                 | 4:53  |
| 7.                     | 「富士山（Techno Disco Fujisan）」(Fujisan Techno Disco Fujisan)         | ピエール瀧           | 石野卓球・ピエール瀧・Adler Thorsten・Coin Tom Jacques G | 4:22  |
| 8.                     | 「Flashback Disco（is Back!）」                                          | 石野卓球・ピエール瀧 | 石野卓球                                                 | 5:49  |
| 9.                     | 「WIRE WIRED, WIRELESS」                                                 |                      | 石野卓球                                                 | 7:42  |
| 10.                    | 「海猫夏 Caty Summer Harbour」                                           |                      | 石野卓球                                                 | 7:12  |
| 11.                    | 「鬼日_1117KIBI」(KIBI_1117KIBI)                                         | 石野卓球・ピエール瀧 | 石野卓球                                                 | 0:31  |
| 12.                    | 「いちご娘（ひとりっ子でない）」(Ichigo Musume Hitorikko de Nai)         |                      | 石野卓球                                                 | 4:18  |
| 合計時間:              | 合計時間:                                                                | 合計時間:            | 合計時間:                                                | 57:21 |

### 楽曲解説
1. 電気グルーヴ10周年の歌 2019
10周年というタイトルではあるが今回制作された曲。10周年と15周年を制作し、既存の周年曲と合わせたボーナスディスクを付ける計画があったが、本編が薄れるからと没になり、最も出来が良かった10周年が収録された[3]。
2. Shangri-La feat.Inga Humpe
ベルリンの歌手ユニット「2raumwohnung」のインガ・フンペが参加。
3. いちご娘はひとりっ子
アルバム『J-POP』収録のインスト曲「いちご娘」を歌詞付きでリアレンジした曲。2017年に行われたライブツアー「TROPICAL LOVE TOUR」で初披露され、以降ライブなどでは幾度か演奏されていた。「TROPICAL LOVE TOUR」及び2018年の「クラーケン鷹」のライブ版は音源化されていたものの、CD音源収録は初となる。PVが製作され、2019年1月1日にショートバージョンが公開された。PV内では歌唱を担当しているトミタ栞が出演している[4]。
4. Flight to Shang-Hai（It's a such a super flight）
原曲は電気グルーヴではなく、石野卓球のソロ作品である『KARAOKEJACK』に収録されている。
5. Slow Motion（30th Mix）
6. 電気グルーヴ30周年の唄
まっさらな新曲ではなく「電気グルーヴ20周年のうた」の大幅なリミックス。おやつカンパニーのCMソングであった「首から下は地井武男」のパロディとなる「首から下はシータケを」という歌詞をしつこく繰り返している。
7. 富士山（Techno Disco Fujisan）
Nick Beatの「Technodisco」のメロディーが使用されている。
8. Flashback Disco（is Back!）
9. WIRE WIRED, WIRELESS
原曲は『WIRE00 COMPILATION』（2000年）に収録されている電気提供の楽曲「wire, wireless」。石野卓球曰く、「WIRE」の歴史の集大成であり、またこの曲で「WIRE」のヒストリーに終止符を打って完全完結させるという意味合いで、「WIRE WIRED, WIRELESS」とタイトルを改題した。とインタビューで語っている。
10. 海猫夏 Caty Summer Harbour
11. 鬼日_1117KIBI
『鬼日（きび）』とは、メジャーデビューアルバム『FLASH PAPA』の制作のためイギリス・マンチェスターに滞在していた1990年11月17日に起こった出来事に由来する記念日。
12. いちご娘（ひとりっ子でない）
「いちご娘はひとりっ子」のインスト版。原曲の「いちご娘」もインストだがトラックが異なるため、このタイトルとなった。

## 参加ミュージシャン
- インガ・フンペ - ボーカル、コーラス（2曲目）
- ヤマダケイコ - ボイス（4曲目）
- トミタ栞 - ボーカル、コーラス（3曲目）
- Licaxxx - コーラス（5曲目）
- 町あかり - ボーカル、コーラス（6曲目）
- ザ・クレイジーSKB - "PARADISE"Voice（6曲目）
- 日出郎 - ボイス（6曲目）
- 牛尾憲輔 - Additional Production（2,8曲目）
- 吉田サトシ - ギター（1-3,5,6,8,10,12曲目）